# Spianada
A Spianada (görögül: Σπιανάδα) egy nagy tér Korfu városában.  Ez Görögország legnagyobb tere, ami Korfu régi erődje előtt található.

## Története

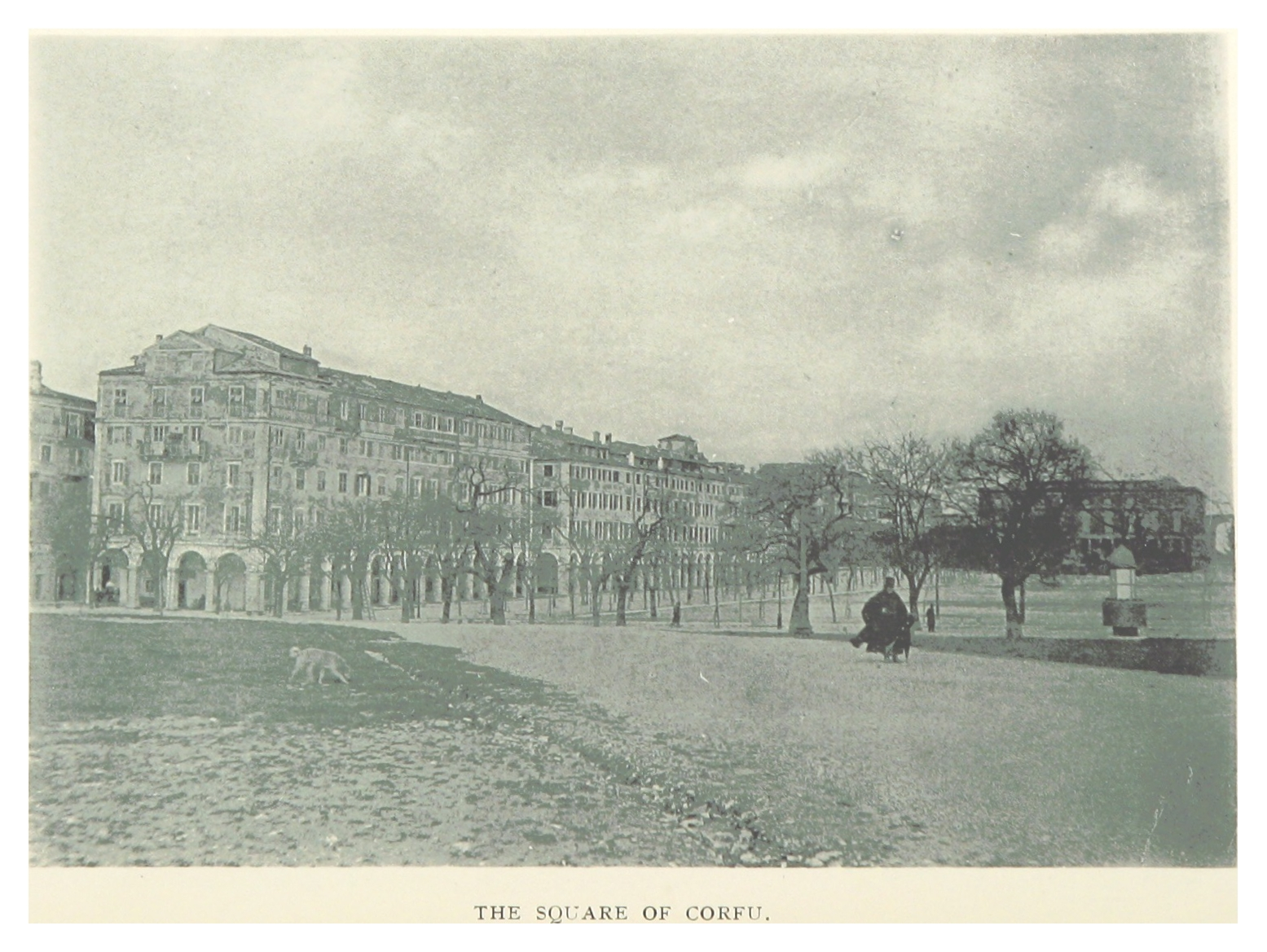
A Spianada 1895-ben

A tér neve Korfu szigetének négy évszázados velencei uralmára utal, a velencei „nyílt sík terület” szóból ered.
A 19. századig a jelenlegi tér területe pusztaság volt, és a város védelmét szolgálta. A velenceiek is védelmi térként hagyták meg a régi erőd előtt. A Spianada az akkori település 1/3-ára terjedt ki.
A 19. század elején megkezdődött a Szent Mihály és Szent György Palota építése, a Liston negyed fejlesztése (1807 és 1814 között), számos kávézóval és étteremmel, amelyek a tér jelenlegi megjelenését alkotják. A sziget 19. századi francia kormányzása idején Európa királyi kertjeihez hasonló stílusú városi parkot alakítottak ki, sok zöldterülettel és hangulatos sikátorokkal.
Végső építése a Jón-szigetek és Korfu ideiglenes francia megszállása idejére nyúlik vissza a Napóleoni háborúk idején.
A nagy tér hozzájárult egy sajátos városi identitás kialakulásához, és befolyásolta Korfu közéletét. A tér jelenleg ötvözi a kereskedelmet, a kikapcsolódást, a közéleti rendezvényeket és a város fontos eseményeit.
A „krikettpálya”, egy nagy füves terület, a tér nagy részét foglalja el. A városlakók krikettszeretete brit eredetű, a brit uralom időszakából (1814–1864) származik.
A város egyik legközpontibb és legnépszerűbb helyszíne, turisztikai célpont.

## Képgaléria

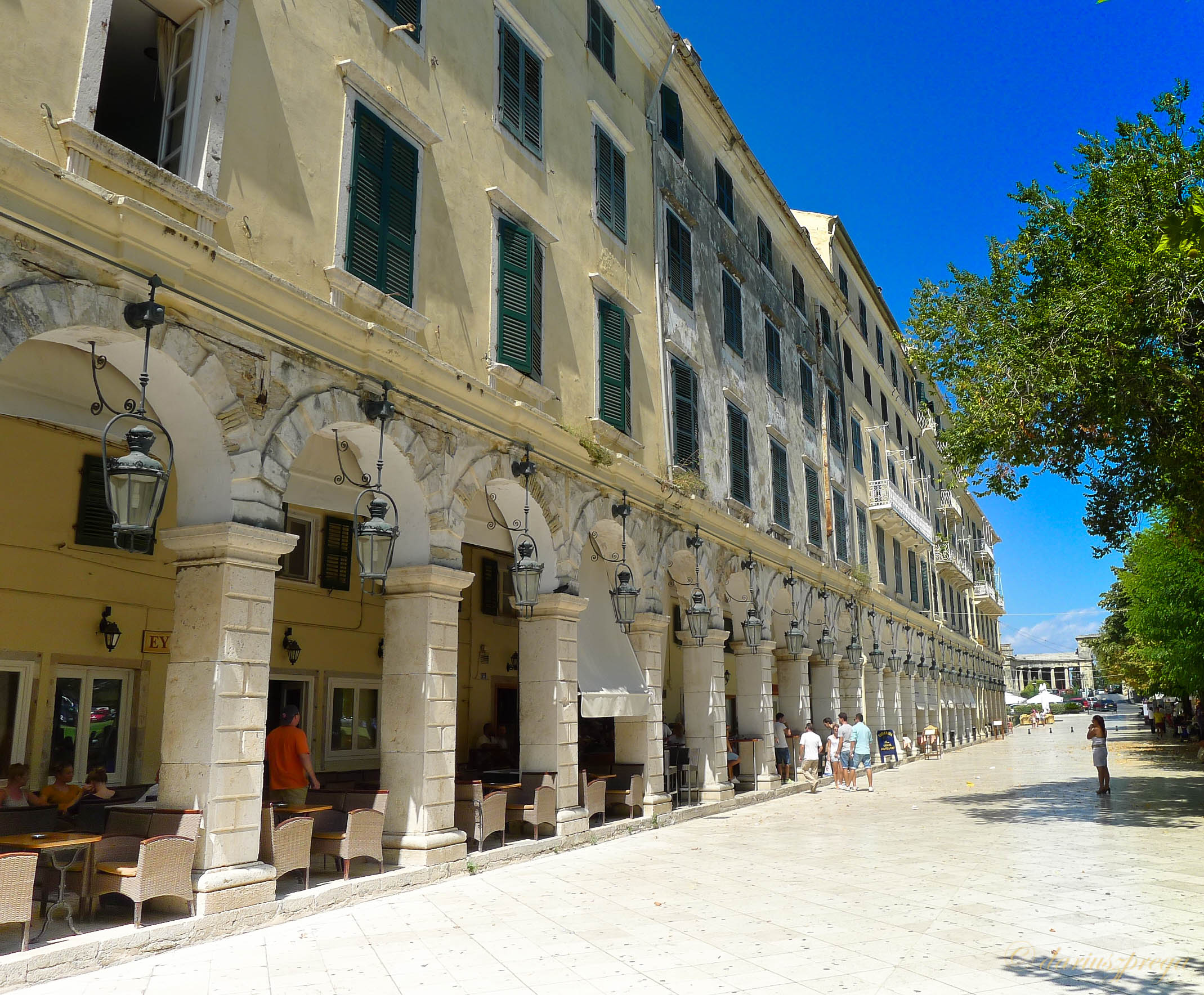
A Liston árkádjai
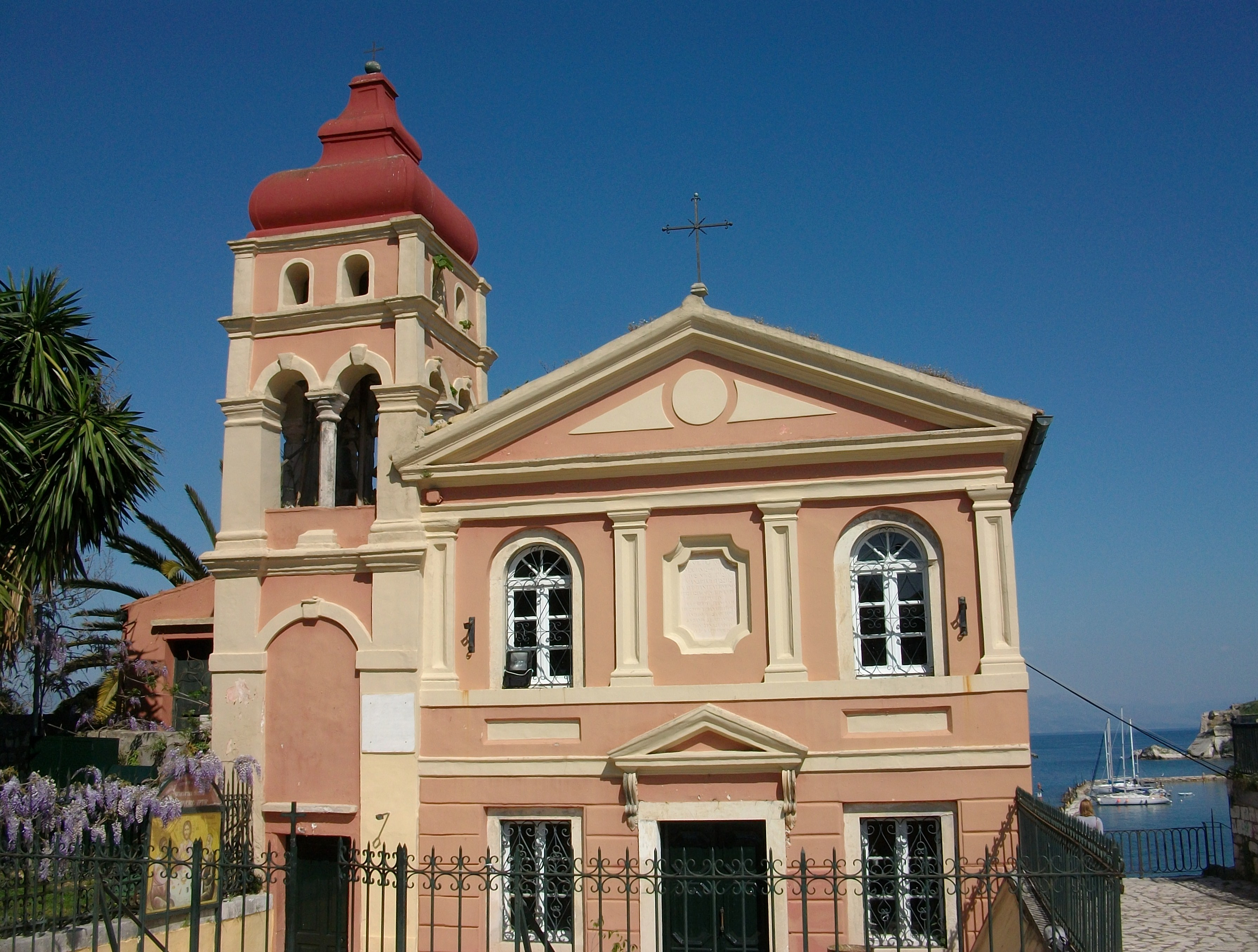
Panagia Mandrakina templom
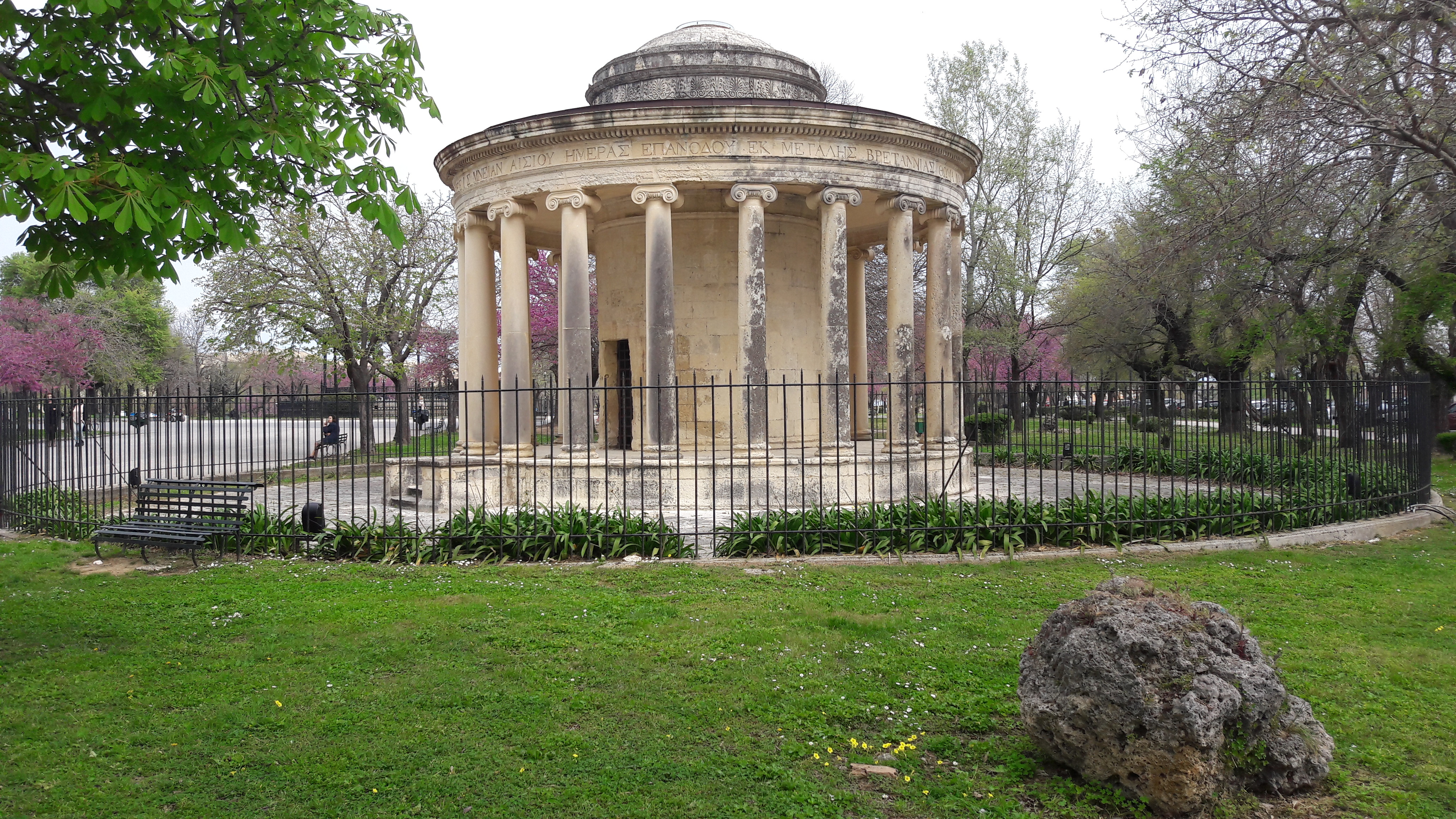
A Maitland-emlékmű
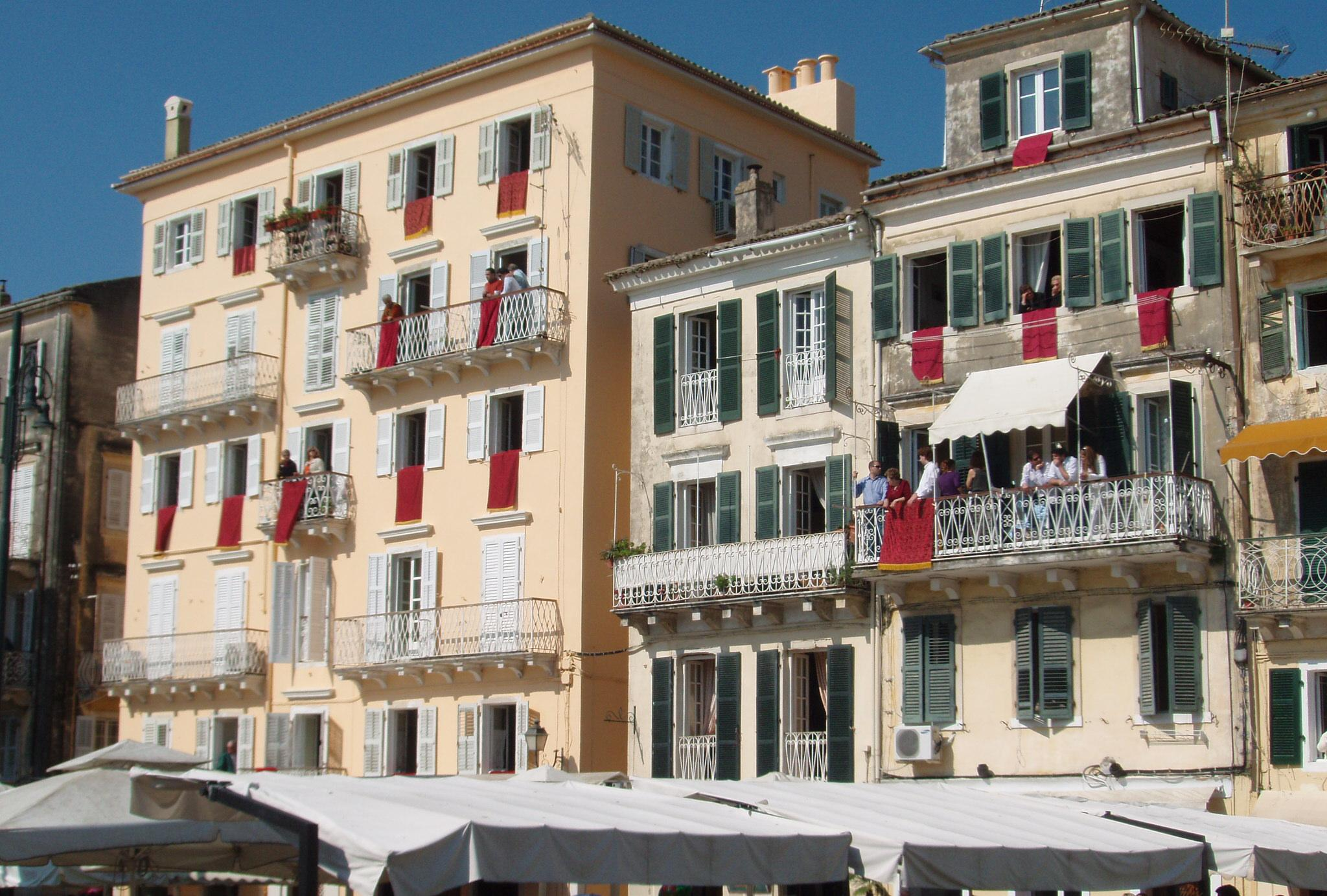
Házak a téren
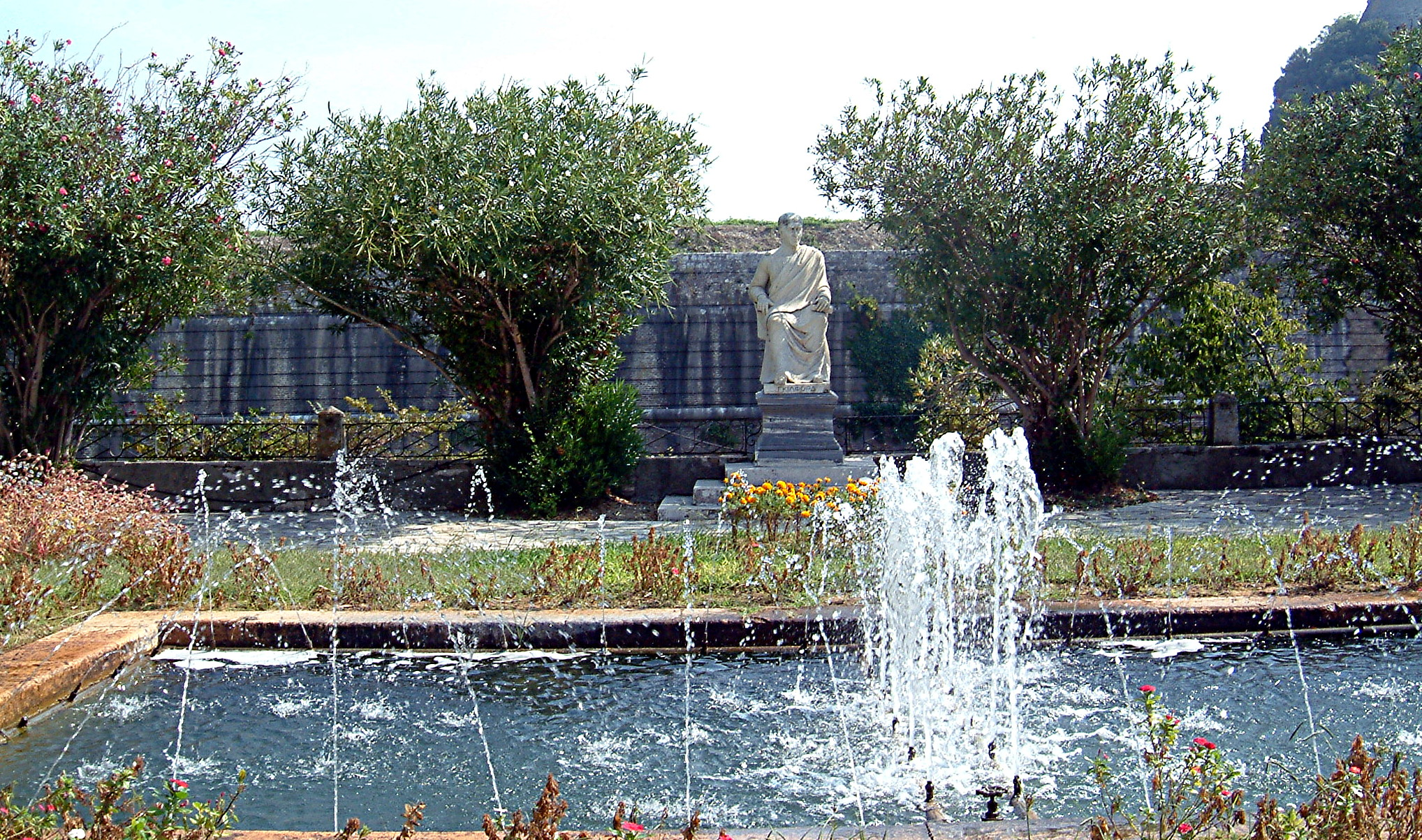
Egy szökőkút
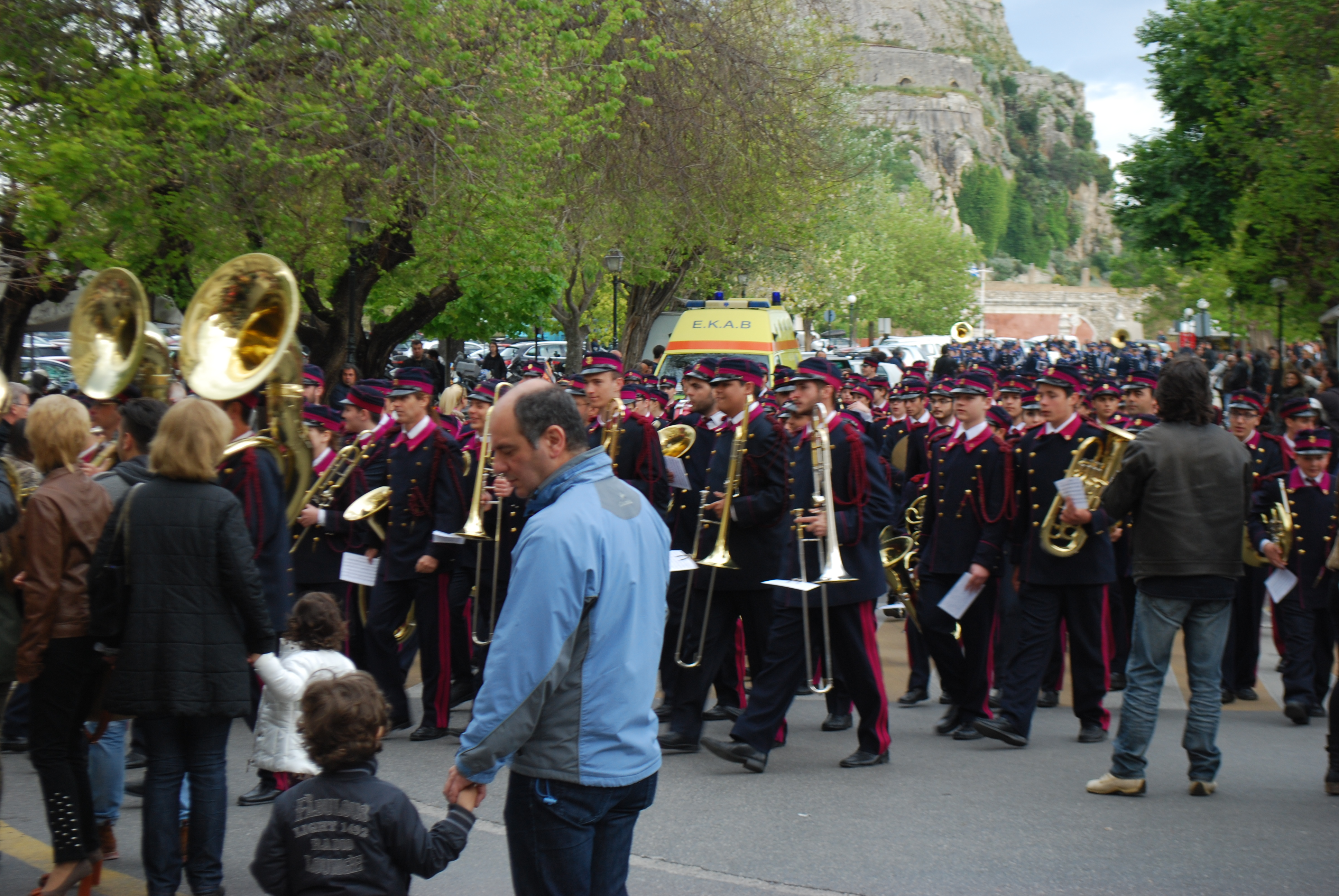
A Filharmóniai Társaság a téren

## Fordítás
- Ez a szócikk részben vagy egészben  a   Spianada című angol Wikipédia-szócikk ezen változatának fordításán alapul.  Az eredeti cikk szerkesztőit annak laptörténete sorolja fel. Ez a jelzés csupán a megfogalmazás eredetét és a szerzői jogokat jelzi, nem szolgál a cikkben szereplő információk forrásmegjelöléseként.